# Kvarnsjön, Riksten
Kvarnsjön (även kallad före detta Kvarnsjön) är en stor utdikad sjö i Botkyrka kommun i Södermanland som ingår i Tyresån-Trosaåns kustområde och avvattnas via vattendraget Kvarnsjöbäcken som rinner genom sjön och sedan ut i Bysjön.
Sjön har höga värden som fågellokal och ligger belägen i en kulturhistoriskt intressant miljö sydost om Rikstens gård med ursprung i medeltiden. I norr angränsar sjön till Sörmlandsleden.

## Historik
Den numera igenvuxna Kvarnsjön ligger i ett av Stockholmsområdets äldsta bebodda områden. Att människor funnits mycket länge vid platsen visar fornlämningar, boplatslämningar och arkeologiska fynd som hittats i anslutning till sjön. Bland dessa återfinns bland annat två anmärkningsvärda stockbåtsfynd, från vikinga- och medeltiden som tros ha använts för historisk varutransport och fiske (RAÄ Botkyrka 424 och 436:1). 

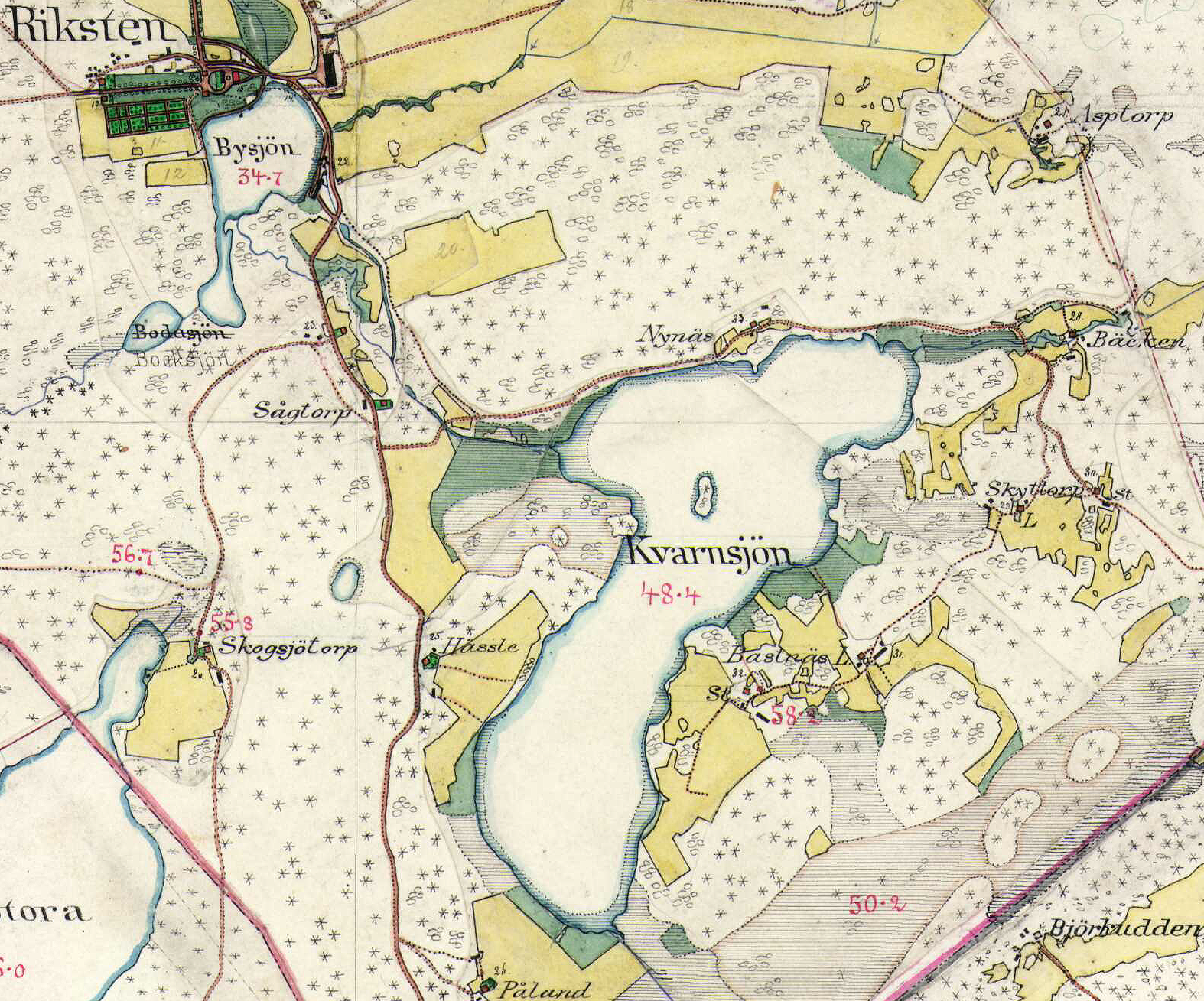
Rikstens kvarnsjö med omgivningar ca 1900.

År 1657 började Kvarnsjön användas industriellt, då en vattensåg och skvaltekvarn byggdes i anslutning till sjön för den närliggande Rikstens gårds räkning.
Under åren kom sedan vattenkraften, Rikstens Vattenverk att vara i drift ända in på början av 1900-talet. Vatten hämtades sydost från sjön och leddes via Kvarnsjöbäcken till en damm vid det kvarvarande Dammtorp.Vattnet släpptes sedan ned till kvarnen och vidare ut i Bysjön.    
Den sista kvarnbyggnaden restes 1861, men verksamheten fick sitt slut när beslutet togs 1929 att dika ut sjön. Kvarnsjön kom härefter att gå till historien som en av de många svenska sjöar som sänktes under början på 1900-talet för att ge plats åt ny slåttermark.   
Det omfattande sjösänkningsprojekt som följde resulterade i att Kvarnsjön, då den största sjön vid Riksten med en sjöyta på omkring 70 hektar, nästan helt torrlades. Rikstens Vattenverk revs även vid sänkningen.

## Kvarnsjön idag
Den f.d. Kvarnsjön består huvudsakligen av våtmarksområden, där endast omkring tio procent av sjöns öppna vattenyta fortfarande återstår. Sjön har delvis använts för torvtäkt, och det finns misstankar om illegal dumpning av miljöfarligt avfall. Trots detta utgör sjön en viktig fågellokal och livsmiljö för flera fågel- och vattenlevande arter. 
Tidigare har minst 12 olika arter av trollsländor, bland dem brun mosaikslända, fyrfläckad trollslända och T-flickslända, identifierats. Mindre vattensalamandern har också påträffats. Framöver finns tankar om att återställa delar av området till ett viltvatten, med ambition att stärka den biologiska mångfalden.